# Entrada real

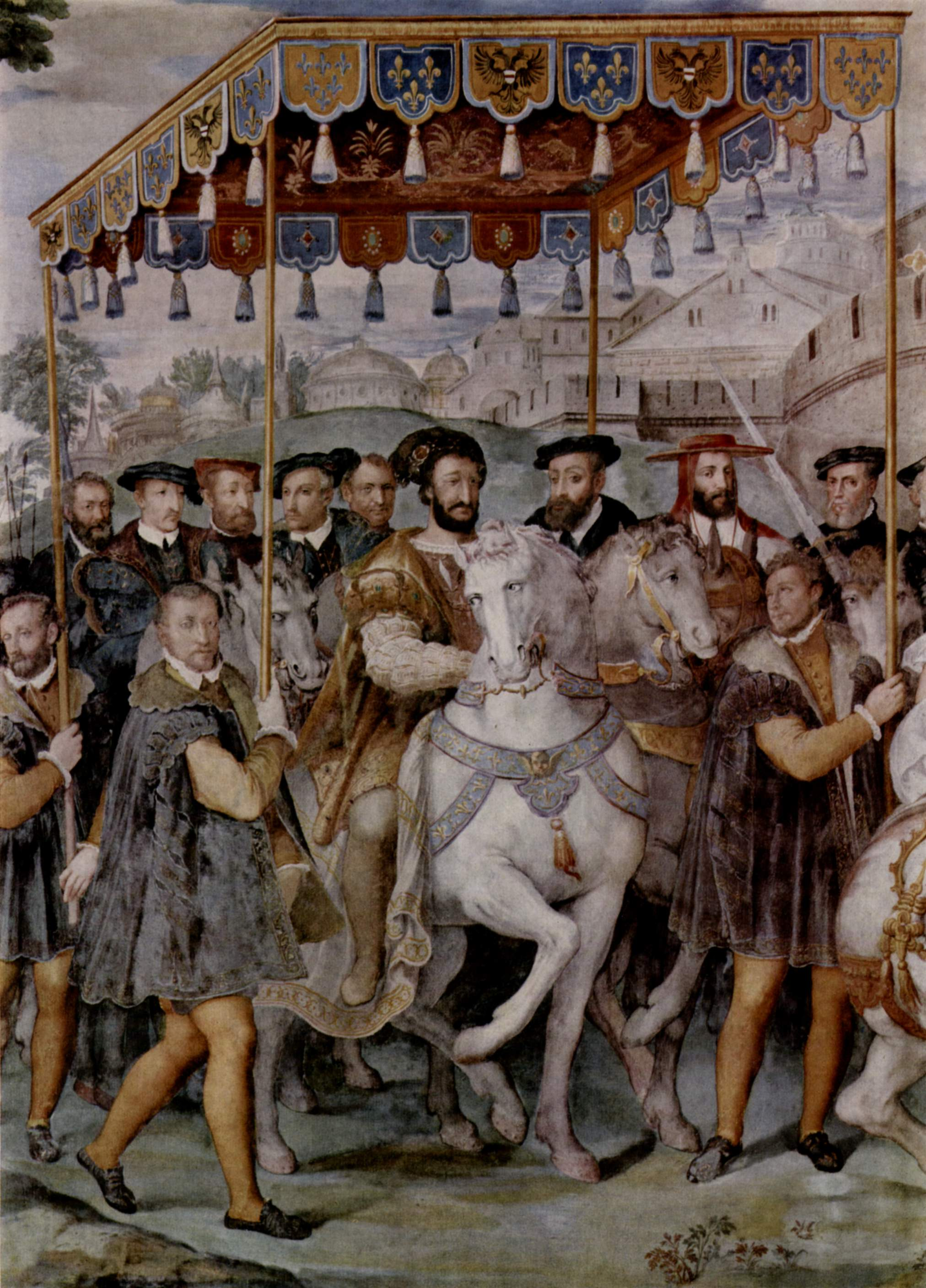
La solemne entrada del emperador Carlos V, Francisco I de Francia y el cardenal Alejandro Farnesio en París en 1540. Fresco de Taddeo Zuccari, c. 1559.

La entrada real —adventus regis o jocundus adventus— es un rito de paso o rito de institución, que llegó a ser especialmente espectacular a partir de mediados del siglo XV. Tiene como función la «presentación recíproca de soberano y de su pueblo», y reforzaba la «legitimidad» del monarca mediante el juramento que debía prestar ante las puertas de cada ciudad antes de entrar, ratificando así «la obediencia de los súbditos» y el compromiso del propio monarca de respetar los privilegios de dicha ciudad. Puede ir acompañada de un acto de entrega de las llaves de la ciudad. Con el tiempo, se iba aumentando su escenificación, con la incorporación de todo tipo de tableaux vivants, adornos y monumentos. Las entradas reales (joyeuses entrées) organizadas para Francisco I de Francia (Lyons, en 1515) o Marsella, 1516) o más tarde para su hijo Enrique II de Francia (también en Lyons, en 1548) fueron especialmente espectaculares, pero no por ello las más elaboradas. Su origen se remonta al adventus romano.
Según José Manuel Nieto Soria, catedrático de Historia Medieval en la Universidad Complutense de Madrid, aunque no se trata de un rito «imprescindible», al ser la corte itinerante resultaba «ineludible». En 1567, al fallecer Isabel I de Inglaterra, Jacobo I fue llamado urgentemente a Londres. Aunque su decisión de ir realizando paradas estratégicas en distintas ciudades, notablemente en York —porque según él, no hacerlo sería un desdén hacia sus habitantes—, durante el viaje desde Edimburgo hasta la capital, el cual tardó más de un mes, causó cierta frustración entre la clase política inglesa, tuvo el efecto, según algunos autores, de afianzar su popularidad entre la población.
Evidentemente, la ambigüedad del rito también le prestaba a ser interpretada según las simpatías del cronista: si este era partidario del monarca, lo describiría como muestra de su gloria y de su legitimidad. En caso contrario, sería una muestra del sometimiento de la población.
No era infrecuente la situación en la cual una ciudad negaba la entrada al monarca. Después de su entrada real a Verona, en 894 al rey Arnulfo de Carintia le fue negada su entrada real a Bergamo, por lo que asedio la ciudad y, una vez vencida esta, masacró a todos los ciudadanos, acción que le facilitó sus posteriores entradas reales a Milán y a Pavía. Por otra parte, la Crónica del rey don Fernando el quarto narra que la ciudad de Segovia negó la entrada real a Fernando IV, recién entronado, y su madre, María de Molina. Más tarde, la oposición del entonces poderoso arzobispo de Toledo, Alfonso Carrillo de Acuña, hizo fracasar el intento de la reina Isabel I de Castilla realizar su entrada real en Alcalá de Henares.

## España
En septiembre de 1479, tras sucederle a su padre, Juan II, fallecido en Barcelona, Fernando II hace su entrada real en la ciudad, donde permanecerá dos meses para introducir reformas.
De especial relevancia en España también es la serie de entradas reales llevadas a cabo por los Reyes Católicos, bien por separado, bien conjuntamente, a partir de 1475.
Aunque ya llevaba celebrándose durante siglos, es en el siglo XV, con la Casa de Trastámara, rama menor de la Casa de Borgoña, que se quede «plenamente configurado».
Carlos I fue especialmente dado a viajar para conocer a sus súbditos de su imperio, y sus entradas reales en España, como las a Toledo, Valencia, Pamplona y a Barcelona están bien documentadas.
Los arcos triunfales para la entrada de María Luisa en 1680 fueron encargados a Claudio Coello y José Jiménez Donoso.

## Espectáculo
Es a partir de mediados del siglo XV que se convierte en un espectáculo. Ya no se trata de una formalidad, de fortalecer los vínculos políticos y administrativos, sino que se convierte en una celebración popular y una muestra de pompa y circunstancia. Así, el humanista William Lilly es el encargado de la iconografía para la visita Carlos V a Londres en 1522.
En 1526, para la entrada de Carlos V a Sevilla, con motivo de su boda con Isabel de Portugal, son los encargados del programa los humanistas Francisco de Peñalosa y Luis de la Puerta y Antolínez y el marchante de arte Pedro Pinelo.
En 1740, Ventura Rodríguez, Felipe de Castro y Pedro Rodríguez de Campomanes fueron los encargados de las obras de ornamentación para la entrada real de Carlos III a Madrid.